# Nonville (Vosges)
Nonville é uma comuna francesa na região administrativa do Grande Leste, no departamento de Vosges. Estende-se por uma área de 8.91 km². Em 2010 a comuna tinha 199 habitantes (densidade: 22,3 hab./km²).